# Avem un zoo! (film)
Avem un zoo! (cunoscut și sub numele de Am cumpărat o grădină zoologică, în engleză We Bought a Zoo) este un film american din anul 2011, regizat de către Cameron Crowe. A fost lansat în Statele Unite ale Americii pe 21 decembrie 2011 de către 20th Century Fox.